# Giacomo Colonna (vescovo XIV secolo)
Giacomo Colonna (Avignone ?, 1300 o 1301 – Lombez ?, 1341) è stato un vescovo cattolico italiano, sesto figlio di Stefano Colonna il Vecchio, nonché nipote di Giacomo Sciarra Colonna e fratello di Giovanni, cardinale.

## Biografia
Dal 1322 al 1327 studiò a Bologna dove assistette con il Petrarca alle lezioni di Giovanni d'Andrea, portando a compimento gli studi giuridici. Il 22 aprile 1328 fu celebre la sua presa di posizione contro Ludovico il Bavaro, quando, incurante delle minacce imperiali, pronunciò una famosa orazione in Piazza Marcello a Roma contro l'imperatore scomunicato da Giovanni XXII. Per questo gesto venne ricompensato con la cattedra vescovile di Lombez, in Guascogna. Il Petrarca, suo intimo amico fin dagli anni bolognesi, alla sua morte lo ricordò con il sonetto 322 e la canzone 323 del Canzoniere.

### Fonti
- Dati riportati su www.http://genealogy.euweb.cz
- Dati riportati su www.italica.rai.it/rinascimento